# Amphoe Chiang Khan

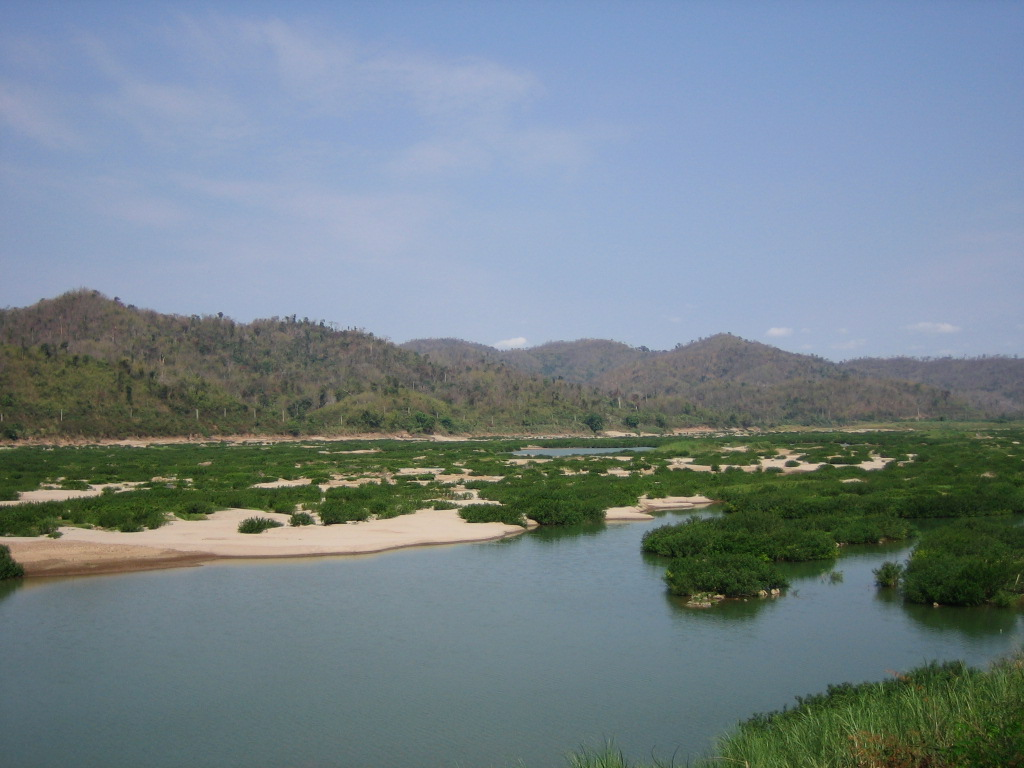
Der Mekong bei Chiang Khan in der Trockenzeit

Amphoe Chiang Khan (Thai: อำเภอ เชียงคาน, Aussprache: ʔāmpʰɤ̄ː tɕʰīaŋ kʰāːn) ist ein Landkreis (Amphoe – Verwaltungs-Distrikt) im Norden der  Provinz Loei.
Die Provinz Loei liegt im nordwestlichen Teil der Nordostregion von Thailand, dem so genannten Isan.

## Geographie
Benachbarte Landkreise und Gebiete sind (von Osten im Uhrzeigersinn): die Amphoe Pak Chom, Mueang Loei und Tha Li in der Provinz Loei. Im Nordwesten liegt die Provinz Sayaburi der Demokratischen Volksrepublik Laos.
Wichtige Wasser-Ressourcen sind die folgenden Flüsse: Mekong (แม่โขง, [mɛ̂ː kʰǒːŋ]), Lam Nam Hueang (ลำน้ำเหือง, Hueang-Wasserweg) und Mae Nam Loei (แม่น้ำเลย, Loei-Fluss).

## Sehenswürdigkeiten
- Kaeng Khut Khu (Thai: แก่งคุดคู้, Gewundene Stromschnelle) – Stromschnelle im Mekong mit vielfarbigen, glatt geschliffenen Felsen.

## Verwaltung
Provinzverwaltung
Der Landkreis Chiang Khan ist in acht Tambon („Unterbezirke“ oder „Gemeinden“) eingeteilt, die sich weiter in 82 Muban („Dörfer“) unterteilen.
| Nr. | Name         | Thai       | Muban | Einw.  |
| --- | ------------ | ---------- | ----- | ------ |
| 01. | Chiang Khan  | เชียงคาน    | 06    | 10.269 |
| 02. | That         | ธาตุ        | 16    | 09.831 |
| 03. | Na Sao       | นาซ่าว      | 15    | 11.457 |
| 04. | Khao Kaeo    | เขาแก้ว     | 13    | 07.790 |
| 05. | Pak Tom      | ปากตม      | 08    | 06.215 |
| 06. | Bu Hom       | บุฮม        | 11    | 07.850 |
| 07. | Chom Si      | จอมศรี      | 08    | 04.300 |
| 08. | Hat Sai Khao | หาดทรายขาว | 05    | 02.571 |

Lokalverwaltung
Es gibt drei Kommunen mit „Kleinstadt“-Status (Thesaban Tambon) im Landkreis:
- Chiang Khan (Thai: เทศบาลตำบลเชียงคาน) bestehend aus Teilen des Tambon Chiang Khan.
- Khao Kaeo (Thai: เทศบาลตำบลเขาแก้ว) bestehend aus dem kompletten Tambon Khao Kaeo.
- That (Thai: เทศบาลตำบลธาตุ) bestehend aus dem kompletten Tambon That.

Außerdem gibt es sechs „Tambon-Verwaltungsorganisationen“ (องค์การบริหารส่วนตำบล – Tambon Administrative Organizations, TAO):
- Chiang Khan (Thai: องค์การบริหารส่วนตำบลเชียงคาน) bestehend aus Teilen des Tambon Chiang Khan.
- Na Sao (Thai: องค์การบริหารส่วนตำบลนาซ่าว) bestehend aus dem kompletten Tambon Na Sao.
- Pak Tom (Thai: องค์การบริหารส่วนตำบลปากตม) bestehend aus dem kompletten Tambon Pak Tom.
- Bu Hom (Thai: องค์การบริหารส่วนตำบลบุฮม) bestehend aus dem kompletten Tambon Bu Hom.
- Chom Si (Thai: องค์การบริหารส่วนตำบลจอมศรี) bestehend aus dem kompletten Tambon Chom Si.
- Hat Sai Khao (Thai: องค์การบริหารส่วนตำบลหาดทรายขาว) bestehend aus dem kompletten Tambon Hat Sai Khao.